# Álvaro Cuadros
Álvaro Cuadros Morata (Granada, 12 de abril de 1995) es un ciclista español que fue profesional entre 2014 y 2015 y 2018 y 2022.

## Trayectoria
En 2017 consiguió una destacada victoria en el campo amateur tras imponerse en el Memorial Valenciaga.
El 7 de septiembre de 2022 anunció su retirada del ciclismo profesional al acabar esa misma temporada, tras siete años como profesional.

## Palmarés
2016 (como amateur)
- Trofeo Guerrita

2017 (como amateur)
- Memorial Valenciaga
- Vuelta a Castellón, más 1 etapa

## Resultados en Grandes Vueltas
| Carrera | Carrera         | 2018 | 2019 | 2020 | 2021 | 2022 |
| ------- | --------------- | ---- | ---- | ---- | ---- | ---- |
|         | Giro de Italia  | —    | —    | —    | —    | —    |
|         | Tour de Francia | —    | —    | —    | —    | —    |
|         | Vuelta a España | —    | —    | —    | 78.º | —    |

—: no participa
Ab.: abandono

## Equipos
- Etixx/AWT-GreenWay (2014-2015)
  - Etixx (2014)
  - AWT-GreenWay (2015)
- Caja Rural-Seguros RGA (2018-2022)